# 정규호 (1953년)
정규호(丁奎浩, 1953년  ~ )은 대한민국의 EBS의 방송인이였다.  

## 학력
- 한양대학교 연극영화학과 졸업

## 경력
- EBS 편성실 실장
- EBS 제작본부 본부장

## 주요 연출작
- 어린이 음악교실 도레미 여행